# Camille Winbush
Camille Winbush (Culver City, 9 febbraio 1990) è un'attrice e doppiatrice statunitense.

## Filmografia parziale

### Cinema
- Pensieri pericolosi (Dangerous Minds), regia di John N. Smith (1995)
- L'eliminatore - Eraser (Eraser), regia di Chuck Russell (1996)
- Ghost Dog - Il codice del samurai (Ghost Dog: The Way of the Samurai), regia di Jim Jarmusch (1999)

### Televisione
- Settimo cielo (7th Heaven) - serie TV, 6 episodi (1996-1999)
- The Bernie Mac Show - serie TV, 103 episodi (2001)
- E.R. - Medici in prima linea (ER) - serie TV, un episodio (2005)
- Criminal Minds - serie TV, un episodio (2007)
- Grey's Anatomy - serie TV, episodio 4x04 (2007)
- La vita segreta di una teenager americana (The Secret Life of the American Teenager) - serie TV (2008-2013)